# Formule 1 v roce 2013
V pořadí 64. ročník Mistrovství světa jezdců Formule 1 a 56. ročník Poháru konstruktérů.

## Složení týmů
| #  | Obr. vozu | Tým                           | Konstruktér          | Motor             | Monopst | #   | Zkr. | Obr.                | Piloti           | Podniky | Testovací piloti                                                            |
| -- | --------- | ----------------------------- | -------------------- | ----------------- | ------- | --- | ---- | ------------------- | ---------------- | ------- | --------------------------------------------------------------------------- |
| 1  |           | Infiniti Red Bull Racing      | Red Bull-Renault     | Renault RS27-2013 | RB9     | 1   | VET  |                     | Sebastian Vettel | Vše     | Sébastien Buemi António Félix da Costa                                      |
| 1  | 2         | Infiniti Red Bull Racing      | Red Bull-Renault     | Renault RS27-2013 | RB9     | WEB |      | Mark Webber         | Vše              |         | Sébastien Buemi António Félix da Costa                                      |
| 2  |           | Scuderia Ferrari              | Ferrari              | Ferrari Type 056  | F138    | 3   | ALO  |                     | Fernando Alonso  | Vše     | Davide Rigon Marc Gené Pedro de la Rosa Kamui Kobajaši Giancarlo Fisichella |
| 2  | 4         | Scuderia Ferrari              | Ferrari              | Ferrari Type 056  | F138    | MAS |      | Felipe Massa        | Vše              |         | Davide Rigon Marc Gené Pedro de la Rosa Kamui Kobajaši Giancarlo Fisichella |
| 3  |           | Vodafone McLaren Mercedes     | McLaren-Mercedes     | Mercedes FO 108Z  | MP4-28  | 5   | BUT  |                     | Jenson Button    | Vše     | Gary Paffett Oliver Turvey Kevin Magnussen                                  |
| 3  | 6         | Vodafone McLaren Mercedes     | McLaren-Mercedes     | Mercedes FO 108Z  | MP4-28  | PER |      | Sergio Pérez        | Vše              |         | Gary Paffett Oliver Turvey Kevin Magnussen                                  |
| 4  |           | Lotus F1 Team                 | Lotus-Renault        | Renault RS27-2013 | E21     | 7   | RAI  |                     | Kimi Räikkönen   | 1-17    | Davide Valsecchi Jérôme d'Ambrosio Nicolas Prost Alex Fontana               |
| 4  | KOV       | Lotus F1 Team                 | Lotus-Renault        | Renault RS27-2013 | E21     | 7   |      | Heikki Kovalainen   | 18-19            |         | Davide Valsecchi Jérôme d'Ambrosio Nicolas Prost Alex Fontana               |
| 4  | 8         | Lotus F1 Team                 | Lotus-Renault        | Renault RS27-2013 | E21     | GRO |      | Romain Grosjean     | Vše              |         | Davide Valsecchi Jérôme d'Ambrosio Nicolas Prost Alex Fontana               |
| 5  |           | Mercedes AMG Petronas F1 Team | Mercedes             | Mercedes FO 108Z  | F1 W04  | 9   | ROS  |                     | Nico Rosberg     | Vše     | Brendon Hartley Anthony Davidson                                            |
| 5  | 10        | Mercedes AMG Petronas F1 Team | Mercedes             | Mercedes FO 108Z  | F1 W04  | HAM |      | Lewis Hamilton      | Vše              |         | Brendon Hartley Anthony Davidson                                            |
| 6  |           | Sauber F1 Team                | Sauber-Ferrari       | Ferrari Type 056  | C32     | 11  | HUL  |                     | Nico Hülkenberg  | Vše     | Robin Frijns Kimiya Sato Sergej Sirotkin                                    |
| 6  | 12        | Sauber F1 Team                | Sauber-Ferrari       | Ferrari Type 056  | C32     | GUT |      | Esteban Gutiérrez   | Vše              |         | Robin Frijns Kimiya Sato Sergej Sirotkin                                    |
| 7  |           | Sahara Force India F1 Team    | Force India-Mercedes | Mercedes FO 108Z  | VJM06   | 14  | DIR  |                     | Paul di Resta    | Vše     | James Rossiter James Calado                                                 |
| 7  | 15        | Sahara Force India F1 Team    | Force India-Mercedes | Mercedes FO 108Z  | VJM06   | SUT |      | Adrian Sutil        | Vše              |         | James Rossiter James Calado                                                 |
| 8  |           | Williams F1 Team              | Williams-Renault     | Renault RS27-2013 | FW35    | 16  | MAL  |                     | Pastor Maldonado | Vše     | Susie Wolff Daniel Juncadella                                               |
| 8  | 17        | Williams F1 Team              | Williams-Renault     | Renault RS27-2013 | FW35    | BOT |      | Valtteri Bottas     | Vše              |         | Susie Wolff Daniel Juncadella                                               |
| 9  |           | Scuderia Toro Rosso           | Toro Rosso-Ferrari   | Ferrari Type 056  | STR8    | 18  | VER  |                     | Jean-Éric Vergne | Vše     | Carlos Sainz jr. Johnny Cecotto jr. Daniil Kvjat                            |
| 9  | 19        | Scuderia Toro Rosso           | Toro Rosso-Ferrari   | Ferrari Type 056  | STR8    | RIC |      | Daniel Ricciardo    | Vše              |         | Carlos Sainz jr. Johnny Cecotto jr. Daniil Kvjat                            |
| 10 |           | Caterham F1 Team              | Caterham-Renault     | Renault RS27-2013 | CT03    | 20  | PIC  |                     | Charles Pic      | Vše     | Alexander Rossi Ma Qing Hua Heikki Kovalainen Will Stevens                  |
| 10 | 21        | Caterham F1 Team              | Caterham-Renault     | Renault RS27-2013 | CT03    | VDG |      | Giedo van der Garde | Vše              |         | Alexander Rossi Ma Qing Hua Heikki Kovalainen Will Stevens                  |
| 11 |           | Marussia F1 Team              | Marussia-Cosworth    | Cosworth CA2013   | MR02    | 22  | BIA  |                     | Jules Bianchi    | Vše     | Rodolfo González Tio Ellinas                                                |
| 11 | 23        | Marussia F1 Team              | Marussia-Cosworth    | Cosworth CA2013   | MR02    | CHI |      | Max Chilton         | Vše              |         | Rodolfo González Tio Ellinas                                                |

### Jezdecké změny
Lewis Hamilton podepsal tříletou smlouvu u týmu Mercedes GP, kde nahradí Michaela Schumachera, který ukončí kariéru v roce 2012. Sergio Pérez nahradí Lewise Hamiltona v týmu McLaren. Tam podepsal víceletou smlouvu. Nico Hülkenberg opustil Force Indii a přestoupil do týmu Sauber. Timo Glock ukončil kariéru v týmu Marussia F1, u týmu jej nahradí Brazilec a nováček Luiz Razia, který v roce 2012 závodil za tým Arden International. Nováček Max Chilton nahradí u týmu Marussia F1 Charlesa Pica, který přestupuje do stáje Caterham F1 Team, kde podepsal víceletou smlouvu a nahradil tak Rusa Vitalije Petrova. Nováček Esteban Gutiérrez nahradí u týmu Sauber Japonce Kamuje Kobajašiho, který tak ukončí kariéru pilota F1. Bruno Senna končí svou kariéru v F1, u týmu Williams jej nahrazuje nováček Valtteri Bottas.
| Jezdec             | 2012                                                          | 2013                | Pozice v týmu/Série |
| ------------------ | ------------------------------------------------------------- | ------------------- | ------------------- |
| Vitalij Petrov     | Caterham                                                      | nepojede            |                     |
| Kamui Kobajaši     | Sauber                                                        | AF Corse            | FIA WEC             |
| Nico Hülkenberg    | Force India                                                   | Sauber              | jezdec              |
| Lewis Hamilton     | McLaren                                                       | Mercedes            | jezdec              |
| Sergio Pérez       | Sauber                                                        | McLaren             | jezdec              |
| Heikki Kovalainen  | Caterham                                                      | nepojede            | jezdec              |
| Charles Pic        | Marussia F1                                                   | Caterham            | jezdec              |
| Pedro de la Rosa   | HRT F1                                                        | Scuderia Ferrari    | testovací jezdec    |
| Timo Glock         | Marussia F1                                                   | BMW Team MTEK       | DTM                 |
| Narain Karthikeyan | HRT F1                                                        | Super Nova Racing   | Auto GP             |
| Michael Schumacher | Mercedes                                                      | KONEC KARIÉRY       |                     |
| Luiz Razia         | Arden International (GP2 Series)                              | Marussia F1*        | jezdec              |
| Max Chilton        | Carlin/GP2 Series                                             | Marussia F1         | jezdec              |
| Valtteri Bottas    | nejezdil                                                      | Williams            |                     |
| Bruno Senna        | Williams                                                      | Aston Martin Racing | FIA WEC             |
| Davide Valsecchi   | DAMS/GP2 Series                                               | Lotus               | testovací jezdec    |
| Robin Frijns       | Fortec Motorsport/Formule Renault 3.5                         | Sauber              | testovací jezdec    |
| Nicolas Prost      | nejezdil                                                      | Lotus               | testovací jezdec    |
| Jules Bianchi      | Force India (Test) Tech 1 Racing (Formula Renault 3.5 Series) | Marussia            | Jezdec              |

## Kalendář
| Datum                | Grand Prix                                    | Náhled | Akce             | Jezdec           | Vůz      | Stav MS          | Konstruktéři |
| -------------------- | --------------------------------------------- | ------ | ---------------- | ---------------- | -------- | ---------------- | ------------ |
| 1. GP 17. března     | Austrálie Melbourne (Výsledky)                |        | Závod            | Kimi Räikkönen   | Lotus F1 | Kimi Räikkönen   | Lotus F1     |
| 1. GP 17. března     | Austrálie Melbourne (Výsledky)                | Pole   | Sebastian Vettel | Red Bull         |          | Kimi Räikkönen   | Lotus F1     |
| 2. GP 24. března     | Malajsie Sepang (Výsledky)                    |        | Závod            | Sebastian Vettel | Red Bull | Sebastian Vettel | Red Bull     |
| 2. GP 24. března     | Malajsie Sepang (Výsledky)                    | Pole   | Sebastian Vettel | Red Bull         |          | Sebastian Vettel | Red Bull     |
| 3. GP 14. dubna      | Čína Šanghaj (Výsledky)                       |        | Závod            | Fernando Alonso  | Ferrari  | Sebastian Vettel | Red Bull     |
| 3. GP 14. dubna      | Čína Šanghaj (Výsledky)                       | Pole   | Lewis Hamilton   | Mercedes         |          | Sebastian Vettel | Red Bull     |
| 4. GP 21. dubna      | Bahrajn Sakhir (Výsledky)                     |        | Závod            | Sebastian Vettel | Red Bull | Sebastian Vettel | Red Bull     |
| 4. GP 21. dubna      | Bahrajn Sakhir (Výsledky)                     | Pole   | Nico Rosberg     | Mercedes         |          | Sebastian Vettel | Red Bull     |
| 5. GP 12. května     | Španělsko Barcelona (Výsledky)                |        | Závod            | Fernando Alonso  | Ferrari  | Sebastian Vettel | Red Bull     |
| 5. GP 12. května     | Španělsko Barcelona (Výsledky)                | Pole   | Nico Rosberg     | Mercedes         |          | Sebastian Vettel | Red Bull     |
| 6. GP 26. května     | Monako Monte Carlo (Výsledky)                 |        | Závod            | Nico Rosberg     | Mercedes | Sebastian Vettel | Red Bull     |
| 6. GP 26. května     | Monako Monte Carlo (Výsledky)                 | Pole   | Nico Rosberg     | Mercedes         |          | Sebastian Vettel | Red Bull     |
| 7. GP 9. června      | Kanada Circuit Gilles Villeneuve (Výsledky)   |        | Závod            | Sebastian Vettel | Red Bull | Sebastian Vettel | Red Bull     |
| 7. GP 9. června      | Kanada Circuit Gilles Villeneuve (Výsledky)   | Pole   | Sebastian Vettel | Red Bull         |          | Sebastian Vettel | Red Bull     |
| 8. GP 30. června     | Velká Británie Silverstone (Výsledky)         |        | Závod            | Nico Rosberg     | Mercedes | Sebastian Vettel | Red Bull     |
| 8. GP 30. června     | Velká Británie Silverstone (Výsledky)         | Pole   | Lewis Hamilton   | Mercedes         |          | Sebastian Vettel | Red Bull     |
| 9. GP 7. července    | Německo Nürburgring (Výsledky)                |        | Závod            | Sebastian Vettel | Red Bull | Sebastian Vettel | Red Bull     |
| 9. GP 7. července    | Německo Nürburgring (Výsledky)                | Pole   | Lewis Hamilton   | Mercedes         |          | Sebastian Vettel | Red Bull     |
| 10. GP 28. července  | Maďarsko Hungaroring (Výsledky)               |        | Závod            | Lewis Hamilton   | Mercedes | Sebastian Vettel | Red Bull     |
| 10. GP 28. července  | Maďarsko Hungaroring (Výsledky)               | Pole   | Lewis Hamilton   | Mercedes         |          | Sebastian Vettel | Red Bull     |
| 11. GP 25. srpna     | Belgie Spa-Francorchamps (Výsledky)           |        | Závod            | Sebastian Vettel | Red Bull | Sebastian Vettel | Red Bull     |
| 11. GP 25. srpna     | Belgie Spa-Francorchamps (Výsledky)           | Pole   | Lewis Hamilton   | Mercedes         |          | Sebastian Vettel | Red Bull     |
| 12. GP 8. září       | Itálie Monza (Výsledky)                       |        | Závod            | Sebastian Vettel | Red Bull | Sebastian Vettel | Red Bull     |
| 12. GP 8. září       | Itálie Monza (Výsledky)                       | Pole   | Sebastian Vettel | Red Bull         |          | Sebastian Vettel | Red Bull     |
| 13. GP 22. září      | Singapur Marina Bay (Výsledky)                |        | Závod            | Sebastian Vettel | Red Bull | Sebastian Vettel | Red Bull     |
| 13. GP 22. září      | Singapur Marina Bay (Výsledky)                | Pole   | Sebastian Vettel | Red Bull         |          | Sebastian Vettel | Red Bull     |
| 14. GP 6. října      | Korea Korean International Circuit (Výsledky) |        | Závod            | Sebastian Vettel | Red Bull | Sebastian Vettel | Red Bull     |
| 14. GP 6. října      | Korea Korean International Circuit (Výsledky) | Pole   | Sebastian Vettel | Red Bull         |          | Sebastian Vettel | Red Bull     |
| 15. GP 13. října     | Japonsko Suzuka (Výsledky)                    |        | Závod            | Sebastian Vettel | Red Bull | Sebastian Vettel | Red Bull     |
| 15. GP 13. října     | Japonsko Suzuka (Výsledky)                    | Pole   | Mark Webber      | Red Bull         |          | Sebastian Vettel | Red Bull     |
| 16. GP 27. října     | Korea Korean International Circuit (Výsledky) |        | Závod            | Sebastian Vettel | Red Bull | Sebastian Vettel | Red Bull     |
| 16. GP 27. října     | Korea Korean International Circuit (Výsledky) | Pole   | Mark Webber      | Red Bull         |          | Sebastian Vettel | Red Bull     |
| 17. GP 3. listopadu  | Indie Buddh International Circuit (Výsledky)  |        | Závod            | Sebastian Vettel | Red Bull | Sebastian Vettel | Red Bull     |
| 17. GP 3. listopadu  | Indie Buddh International Circuit (Výsledky)  | Pole   | Sebastian Vettel | Red Bull         |          | Sebastian Vettel | Red Bull     |
| 18. GP 17. listopadu | Abú Zabí Yas Marina (Výsledky)                |        | Závod            | Sebastian Vettel | Red Bull | Sebastian Vettel | Red Bull     |
| 18. GP 17. listopadu | Abú Zabí Yas Marina (Výsledky)                | Pole   | Mark Webber      | Red Bull         |          | Sebastian Vettel | Red Bull     |
| 19. GP 24. listopadu | USAAustin(Výsledky)                           |        | Závod            | Sebastian Vettel | Red Bull | Sebastian Vettel | Red Bull     |
| 19. GP 24. listopadu | USAAustin(Výsledky)                           | Pole   | Sebastian Vettel | Red Bull         |          | Sebastian Vettel | Red Bull     |
| 20. GP 24. listopadu | Brazílie Interlagos (Výsledky)                |        | Závod            | Sebastian Vettel | Red Bull | Sebastian Vettel | Red Bull     |
| 20. GP 24. listopadu | Brazílie Interlagos (Výsledky)                | Pole   | Sebastian Vettel | Red Bull         |          | Sebastian Vettel | Red Bull     |

## Pneumatiky
Jediným poskytovatelem pneumatik pro sezónu 2013 bylo Pirelli.
| Název                    | Barva | Barva | Povrch     | Podmínky tratě | Typ sloučeniny | Přilnavost              | Odolnost              |
| ------------------------ | ----- | ----- | ---------- | -------------- | -------------- | ----------------------- | --------------------- |
| Supersoft (super měkké)  | SS    |       | Hladký     | Suché          | Měkký          | 4 - Nejlepší přilnavost | 1 - Nejnižší odolnost |
| Soft (měkke)             | S     |       | Hladký     | Suché          | Měkký / Tvrdý  | 3                       | 2                     |
| Medium (střední)         | M     |       | Hladký     | Suché          | Tvrdý / Měkký  | 2                       | 3                     |
| Hard (tvrdé)             | H     |       | Hladký     | Suché          | Tvrdý          | 1 - Nejhorší přilnavost | 4 - Nejvyšší odolnost |
| Intermediate (přechodné) | I     |       | Drážkovaný | Mokré          | Přechodný      |                         |                       |
| Wet (mokré)              | W     |       | Drážkovaný | Mokré          | Mokrý          |                         |                       |

### Grand Prix
| Kolo | Grand Prix                | Pole position    | Nejrychlejší kolo | Vítěz závodu     | Vítězný konstruktér | Výsledky |
| ---- | ------------------------- | ---------------- | ----------------- | ---------------- | ------------------- | -------- |
| 1    | Grand Prix Austrálie      | Sebastian Vettel | Kimi Räikkönen    | Kimi Räikkönen   | Lotus               | Výsledky |
| 2    | Grand Prix Malajsie       | Sebastian Vettel | Sergio Pérez      | Sebastian Vettel | Red Bull            | Výsledky |
| 3    | Grand Prix Číny           | Lewis Hamilton   | Sebastian Vettel  | Fernando Alonso  | Ferrari             | Výsledky |
| 4    | Grand Prix Bahrajnu       | Nico Rosberg     | Sebastian Vettel  | Sebastian Vettel | Red Bull            | Výsledky |
| 5    | Grand Prix Španělska      | Nico Rosberg     | Esteban Gutiérrez | Fernando Alonso  | Ferrari             | Výsledky |
| 6    | Grand Prix Monaka         | Nico Rosberg     | Sebastian Vettel  | Nico Rosberg     | Mercedes            | Výsledky |
| 7    | Grand Prix Kanady         | Sebastian Vettel | Mark Webber       | Sebastian Vettel | Red Bull            | Výsledky |
| 8    | Grand Prix Velké Británie | Lewis Hamilton   | Mark Webber       | Nico Rosberg     | Mercedes            | Výsledky |
| 9    | Grand Prix Německa        | Lewis Hamilton   | Fernando Alonso   | Sebastian Vettel | Red Bull            | Výsledky |
| 10   | Grand Prix Maďarska       | Lewis Hamilton   | Mark Webber       | Lewis Hamilton   | Mercedes            | Výsledky |
| 11   | Grand Prix Belgie         | Lewis Hamilton   | Sebastian Vettel  | Sebastian Vettel | Red Bull            | Výsledky |
| 12   | Grand Prix Itálie         | Sebastian Vettel | Lewis Hamilton    | Sebastian Vettel | Red Bull            | Výsledky |
| 13   | Grand Prix Singapuru      | Sebastian Vettel | Sebastian Vettel  | Sebastian Vettel | Red Bull            | Výsledky |
| 14   | Grand Prix Koreje         | Sebastian Vettel | Sebastian Vettel  | Sebastian Vettel | Red Bull            | Výsledky |
| 15   | Grand Prix Japonska       | Mark Webber      | Mark Webber       | Sebastian Vettel | Red Bull            | Výsledky |
| 16   | Grand Prix Indie          | Sebastian Vettel | Kimi Räikkönen    | Sebastian Vettel | Red Bull            | Výsledky |
| 17   | Grand Prix Abú Zabí       | Mark Webber      | Fernando Alonso   | Sebastian Vettel | Red Bull            | Výsledky |
| 18   | Grand Prix USA            | Sebastian Vettel | Sebastian Vettel  | Sebastian Vettel | Red Bull            | Výsledky |
| 19   | Grand Prix Brazílie       | Sebastian Vettel | Mark Webber       | Sebastian Vettel | Red Bull            | Výsledky |

## Výsledky
| Poz. | Nár.               | Jezdec              | AUS | MAL | CHN | BHR | ESP | MON | CAN | GBR | GER | HUN | BEL | ITA | SGP | KOR | JPN | IND | ARE | USA | BRA | Body |
| ---- | ------------------ | ------------------- | --- | --- | --- | --- | --- | --- | --- | --- | --- | --- | --- | --- | --- | --- | --- | --- | --- | --- | --- | ---- |
| 1    | Německo            | Sebastian Vettel    | 3   | 1   | 4   | 1   | 4   | 2   | 1   | Ret | 1   | 3   | 1   | 1   | 1   | 1   | 1   | 1   | 1   | 1   | 1   | 397  |
| 2    | Španělsko          | Fernando Alonso     | 2   | Ret | 1   | 8   | 1   | 7   | 2   | 3   | 4   | 5   | 2   | 2   | 2   | 6   | 4   | 11  | 5   | 5   | 3   | 242  |
| 3    | Austrálie          | Mark Webber         | 6   | 2   | Ret | 7   | 5   | 3   | 4   | 2   | 7   | 4   | 5   | 3   | 15  | Ret | 2   | Ret | 2   | 3   | 2   | 199  |
| 4    | Spojené království | Lewis Hamilton      | 5   | 3   | 3   | 5   | 12  | 4   | 3   | 4   | 5   | 1   | 3   | 9   | 5   | 5   | Ret | 6   | 7   | 4   | 9   | 189  |
| 5    | Finsko             | Kimi Räikkönen      | 1   | 7   | 2   | 2   | 2   | 10  | 9   | 5   | 2   | 2   | Ret | 11  | 3   | 2   | 5   | 7   | Ret |     |     | 183  |
| 6    | Německo            | Nico Rosberg        | Ret | 4   | Ret | 9   | 6   | 1   | 5   | 1   | 9   | 19† | 4   | 6   | 4   | 7   | 8   | 2   | 3   | 9   | 5   | 171  |
| 7    | Francie            | Romain Grosjean     | 10  | 6   | 9   | 3   | Ret | Ret | 13  | 19† | 3   | 6   | 8   | 8   | Ret | 3   | 3   | 3   | 4   | 2   | Ret | 132  |
| 8    | Brazílie           | Felipe Massa        | 4   | 5   | 6   | 15  | 3   | Ret | 8   | 6   | Ret | 8   | 7   | 4   | 6   | 9   | 10  | 4   | 8   | 12  | 7   | 112  |
| 9    | Spojené království | Jenson Button       | 9   | 17† | 5   | 10  | 8   | 6   | 12  | 13  | 6   | 7   | 6   | 10  | 7   | 8   | 9   | 14  | 12  | 10  | 4   | 73   |
| 10   | Německo            | Nico Hülkenberg     | DNS | 8   | 10  | 12  | 15  | 11  | Ret | 10  | 10  | 11  | 13  | 5   | 9   | 4   | 6   | 19† | 14  | 6   | 8   | 51   |
| 11   | Mexiko             | Sergio Pérez        | 11  | 9   | 11  | 6   | 9   | 16† | 11  | 20† | 8   | 9   | 11  | 12  | 8   | 10  | 15  | 5   | 9   | 7   | 6   | 49   |
| 12   | Spojené království | Paul di Resta       | 8   | Ret | 8   | 4   | 7   | 9   | 7   | 9   | 11  | 18† | Ret | Ret | 20† | Ret | 11  | 8   | 6   | 15  | 11  | 48   |
| 13   | Německo            | Adrian Sutil        | 7   | Ret | Ret | 13  | 13  | 5   | 10  | 7   | 13  | Ret | 9   | 16† | 10  | 20† | 14  | 9   | 10  | Ret | 13  | 29   |
| 14   | Austrálie          | Daniel Ricciardo    | Ret | 18† | 7   | 16  | 10  | Ret | 15  | 8   | 12  | 13  | 10  | 7   | Ret | 19† | 13  | 10  | 16  | 11  | 10  | 20   |
| 15   | Francie            | Jean-Éric Vergne    | 12  | 10  | 12  | Ret | Ret | 8   | 6   | Ret | Ret | 12  | 12  | Ret | 14  | 18† | 12  | 13  | 17  | 16  | 15  | 13   |
| 16   | Mexiko             | Esteban Gutiérrez   | 13  | 12  | Ret | 18  | 11  | 13  | 20† | 14  | 14  | Ret | 14  | 13  | 12  | 11  | 7   | 15  | 13  | 13  | 12  | 6    |
| 17   | Finsko             | Valtteri Bottas     | 14  | 11  | 13  | 14  | 16  | 12  | 14  | 12  | 16  | Ret | 15  | 15  | 13  | 17  | 12  | 16  | 15  | 8   | Ret | 4    |
| 18   | Venezuela          | Pastor Maldonado    | Ret | Ret | 14  | 11  | 14  | Ret | 16  | 11  | 15  | 10  | 17  | 14  | 11  | 13  | 16  | 12  | 11  | 17  | 16  | 1    |
| 19   | Francie            | Jules Bianchi       | 15  | 13  | 15  | 19  | 18  | Ret | 17  | 16  | Ret | 16  | 18  | 19  | 18  | 16  | Ret | 18  | 20  | 18  | 17  | 0    |
| 20   | Francie            | Charles Pic         | 16  | 14  | 16  | 17  | 17  | Ret | 18  | 15  | 17  | 15  | Ret | 17  | 19  | 14  | 18  | Ret | 19  | 20  | Ret | 0    |
| 21   | Finsko             | Heikki Kovalainen   |     |     |     | TD  | TD  |     |     |     |     |     | TD  | TD  |     |     | TD  |     | TD  | 14  | 14  | 0    |
| 22   | Nizozemsko         | Giedo van der Garde | 18  | 15  | 18  | 21  | Ret | 15  | Ret | 18  | 18  | 14  | 16  | 18  | 16  | 15  | Ret | Ret | 18  | 19  | 18  | 0    |
| 23   | Spojené království | Max Chilton         | 17  | 16  | 17  | 20  | 19  | 14  | 19  | 17  | 19  | 17  | 19  | 20  | 17  | 17  | 19  | 17  | 21  | 21  | 19  | 0    |